# Roger Queugnet
Roger Queugnet (Ruan, 28 de mayo de 1923-Le Chesnay, 17 de noviembre de 2020) fue un deportista francés que compitió en ciclismo en la modalidad de pista. Ganó una medalla de plata en el Campeonato Mundial de Ciclismo en Pista de 1953, en la prueba de medio fondo.

## Medallero internacional
| Campeonato Mundial | Campeonato Mundial | Campeonato Mundial | Campeonato Mundial |
| Año                | Lugar              | Medalla            | Competición        |
| ------------------ | ------------------ | ------------------ | ------------------ |
| 1953               | Zúrich (Suiza)     | Medalla de plata   | Medio fondo (P)    |